# Úplný metrický prostor
Metrický prostor, tj. množina vybavená nějakou metrikou, je označován jako úplný, pokud v něm každá posloupnost, která je (v dané metrice) cauchyovská, má v této metrice limitu, tj. je konvergentní.
V každém metrickém prostoru jsou konvergentní posloupnosti vždy cauchyovské, jak plyne z trojúhelníkové nerovnosti. Opačně to neplatí například pro metrický prostor racionálních čísel s obvyklou metrikou (která dvěma číslům přiřadí absolutní hodnotu jejich rozdílu). V něm nemá limitu např. posloupnost {\displaystyle 3}, {\displaystyle 3.1}, {\displaystyle 3.14}, {\displaystyle 3.141}, {\displaystyle 3.1415}..., která v metrickém prostoru reálných čísel konverguje k Ludolfovu číslu {\displaystyle \pi }, které je iracionální. 
Z toho plyne, že racionální čísla nejsou úplným prostorem; lze však dokázat, že reálná čísla úplná jsou.

## Úplný obal
Ke každému metrickému prostoru {\displaystyle (\mathbf {M} ,\rho )} existuje takový úplný metrický prostor {\displaystyle \mathbf {M} ^{*}}, že {\displaystyle \mathbf {M} } je možné izometricky zobrazit na jeho podprostor {\displaystyle {\tilde {\mathbf {M} }}} hustý v {\displaystyle \mathbf {M} ^{*}}. Prostor {\displaystyle \mathbf {M} ^{*}} nazýváme úplným obalem metrického prostoru {\displaystyle \mathbf {M} }.
Platí, že pokud jsou {\displaystyle (\mathbf {M} ^{*},\rho _{1}),(\mathbf {M} ^{**},\rho _{2})} úplné obaly metrického prostoru {\displaystyle (\mathbf {M} ,\rho )}, pak existuje izometrické zobrazení {\displaystyle f:\mathbf {M} ^{*}\to \mathbf {M} ^{**}}.

## Vlastnosti
- Úplný metrický prostor není sjednocením spočetného systému řídkých množin.

- Je-li metrický prostor kompaktní, pak je i úplný.

- Metrický prostor X je úplný právě tehdy, když každá posloupnost do sebe zanořených uzavřených neprázdných podmnožin X, s poloměry jdoucími k 0, má neprázdný (přesněji jednobodový) průnik: jestliže Fn je uzavřená a neprázdná, Fn+1 ⊂ Fn pro každé n, a diam(Fn) → 0, pak existuje x ∈ X náležející každé množině  Fn.
- Uzavřený podprostor úplného prostoru je úplný.
- Prostor je úplný, právě když je absolutně uzavřený.
- Banachova věta o kontrakci říká, že v neprázdném úplném metrickém prostoru existuje pro danou kontrakci právě jeden pevný bod.

## Příklady úplných prostorů
- Prostor reálných čísel {\displaystyle \mathbb {R} } s euklidovskou metrikou je úplný. Stejně tak prostor komplexních čísel {\displaystyle \mathbb {C} } s metrikou danou absolutní hodnotou je úplný.
- Každý normovaný vektorový prostor konečné dimenze s metrikou indukovanou normou, tzn: {\displaystyle \rho (a,b)=\|a-b\|} je úplný. Předchozí příklad je vlastně speciálním případem tohoto faktu.
- Každý metrický prostor s diskrétní metrikou je úplný, neboť v této metrice jsou cauchyovské pouze posloupnosti, které jsou od jistého indexu konstantní (a tedy jsou konvergentní).
- Prostor všech spojitých funkcí na uzavřeném intervalu {\displaystyle C(\langle a,b\rangle )} s metrikou
{\displaystyle \rho (f,g)=\max _{a\leq x\leq b}{|g(x)-f(x)|}}

je úplný.

## Příklady neúplných prostorů
- Prostor racionálních čísel (s eukleidovskou metrikou) není úplný metrický prostor. Příkladem budiž posloupnost racionálních čísel {\displaystyle a_{1}=2}, {\displaystyle a_{2}=2,7}, {\displaystyle a_{3}=2,71}, {\displaystyle a_{4}=2,718}, {\displaystyle a_{5}=2,7182} a dále dle desetinného rozvoje cisla {\displaystyle e}, která je cauchyovská, ale její limitou je Eulerovo číslo, což je číslo iracionální. Posloupnost tedy není konvergentní v prostoru racionálních čísel.
- Jakýkoli (omezený) otevřený či polouzavřený interval na reálné ose je neúplný. Například na intervalu {\displaystyle (0,1\rangle \,\!} není konvergentní posloupnost

{\displaystyle 1,{1 \over 2},{1 \over 3},{1 \over 4}\ldots \,\!}
ačkoli je konvergentní v oboru všech reálných čísel.